# Mobile Suit Gundam 00
Mobile Suit Gundam 00 (яп. 機動戦士ガンダム00 Кидо: Сэнси Гандаму Дабуруо:) — аниме-сериал студии Sunrise в жанре меха, одиннадцатый во франшизе «Гандам». Представляет собою альтернативную историю. Премьера состоялась 6 октября 2007 года на телеканале MBS (Mainichi Broadcasting System). В создании этого аниме участвовал поистине звёздный состав: режиссёром стал Мидзусима Сэйдзи, режиссёр телесериала Fullmetal Alchemist, дизайном персонажей занималась мангака Юн Кога, а музыку написал известный японский композитор Кэндзи Каваи. Блондин в маске (характерный атрибут каждого сериала) появляется только во втором сезоне. Гандамами в сериале называют не всех роботов, а специфичные модели.
В сентябре 2010 года состоялась премьера полнометражного анимационного фильма Mobile Suit Gundam 00 The Movie: A Wakening of the Trailblazer (яп. 劇場版機動戦士ガンダム00（ダブルオー）-A Wakening of the Trailblazer-).

## Сюжет

### Первый сезон
Когда запасы полезных ископаемых на планете начали иссякать, на околоземной орбите был построен огромный комплекс по переработке солнечной энергии. С Землёй комплекс был соединён тремя орбитальными лифтами. Каждый из лифтов контролируется одной из трёх международных организаций (Союз, Реформационная лига, Новый Европейский союз), вокруг которых сосредоточены все остальные страны мира.
Появление практически неисчерпаемого источника энергии, однако, не привело к прекращению войн и конфликтов. В 2307 году начинает действовать таинственная организация «Celestial Being». Она обладает отрядом мобильных доспехов Gundam, превосходящих все существующие образцы и объявляет своей целью прекращение всех военных конфликтов на планете.

### Второй сезон
Действие происходит спустя четыре года после последней битвы «Celestial Being» и Объединённых сил. Мир был объединён в Федерацию Земного Шара. Также было организовано независимое подразделение A-Laws, созданное для борьбы с терроризмом и объединявшее волю человечества. Однако A-Laws склоняла враждебные силы при помощи полного физического уничтожения, невзирая на потери среди гражданского населения, притесняла народы под лозунгом объединения мира.
Сэцуна Ф Сэйэй пытается вступить в бой с A-Laws на уцелевшем в ходе последней битвы Гандаме Эксия, но терпит поражение от новых моделей с поддельными солнечными двигателями, его спасает Тиерия Эрдэ на новом Гандаме — Серави. Сэцуна, тактик Сумэраги Ли Нориэга, брат погибшего Локона Стратоса, а также Аллилуя Хаптизм вновь присоединяются к «Celestial Being» с целью уничтожить A-Laws.

## Список серий

### Первый сезон
| №  | Название                                                             | Премьера в Японии  |
| -- | -------------------------------------------------------------------- | ------------------ |
| 01 | Celestial Being «Soresutaru Bīingu» (ソレスタルビーイング)           | 6 октября 2007 г.  |
| 02 | Gundam Meister «Gandamu Maisutā» (ガンダムマイスター)                | 13 октября 2007 г. |
| 03 | The Changing World «Kawaru Sekai» (変わる世界)                       | 20 октября 2007 г. |
| 04 | International Negotiation «Taigai Sesshō» (対外折衝)                 | 27 октября 2007 г. |
| 05 | Escape Limit Zone «Genkai Ridatsu Ryōiki» (限界離脱領域)             | 3 ноября 2007 г.   |
| 06 | Seven Swords «Sebun sōdo» (セブンソード)                             | 10 ноября 2007 г.  |
| 07 | Unrewarded Souls «Mukuwarenu Tamashii» (報われぬ魂)                  | 17 ноября 2007 г.  |
| 08 | Indiscriminate Retaliation «Musabetsu Hōfuku» (無差別報復)           | 24 ноября 2007 г.  |
| 09 | The Honor of a Great Power «Taikoku no Ishin» (大国の威信)           | 1 декабря 2007 г.  |
| 10 | Operation Gundam Capture «Gandamu Rokaku Sakusen» (ガンダム鹵獲作戦) | 8 декабря 2007 г.  |
| 11 | Allelujah «Areruya» (アレルヤ)                                       | 15 декабря 2007 г. |
| 12 | To the Limits of Holy Teachings «Kyōgi no Hate ni» (教義の果てに)    | 22 декабря 2007 г. |
| 13 | Return of the Saint «Seija no Kikan» (聖者の帰還)                    | 5 января 2008 г.   |
| 14 | Dawn of Determination «Ketsui no Asa» (決意の朝)                     | 12 января 2008 г.  |
| 15 | Broken Wings «Oreta Tsubasa» (折れた翼)                              | 19 января 2008 г.  |
| 16 | Trinity «Toriniti» (トリニティ)                                      | 26 января 2008 г.  |
| 17 | Assault of the Thrones «Surōne Kyōshū» (スローネ強襲)                | 2 февраля 2008 г.  |
| 18 | The Aim of Evil Intents «Akui no Hokosaki» (悪意の矛先)              | 9 февраля 2008 г.  |
| 19 | Bonds «Kizuna» (絆)                                                  | 16 февраля 2008 г. |
| 20 | Blade of Reformation «Henkaku no Yaiba» (変革の刃)                   | 23 февраля 2008 г. |
| 21 | Path of Destruction «Horobi no Michi» (滅びの道)                     | 1 марта 2008 г.    |
| 22 | Trans-Am «Toranz-Amu» (トランザム)                                   | 8 марта 2008 г.    |
| 23 | Stop the World «Sekai o Tomete» (世界を止めて)                       | 15 марта 2008 г.   |
| 24 | Endless Poem «Owarinaki Uta» (終わりなき詩)                          | 22 марта 2008 г.   |
| 25 | Setsuna «Setsuna» (刹那)                                             | 29 марта 2008 г.   |

### Второй сезон
| №  | Название                                                                     | Премьера в Японии  |
| -- | ---------------------------------------------------------------------------- | ------------------ |
| 1  | The Angels' Second Advent «Tenshi Sairin» (天使再臨)                         | 5 октября 2008 г.  |
| 2  | Twin Drive «Tsuin Doraivu» (ツインドライヴ)                                  | 12 октября 2008 г. |
| 3  | Allelujah Rescue Operation «Areruya Dakkan Sakusen» (アレルヤ奪還作戦)       | 19 октября 2008 г. |
| 4  | A Reason to Fight «Tatakau Wake» (戦う理由)                                  | 26 октября 2008 г. |
| 5  | Homeland Burning «Kokoku Moyu» (故国燃ゆ)                                    | 2 ноября 2008 г.   |
| 6  | Scars «Kizuato» (傷痕)                                                       | 9 ноября 2008 г.   |
| 7  | Reunion and Separation «Saikai to Ribetsu to» (再会と離別と)                 | 16 ноября 2008 г.  |
| 8  | Twistedness of Innocence «Muku naru Yugami» (無垢なる歪み)                   | 23 ноября 2008 г.  |
| 9  | The Indelible Past «Nuguenu Kako» (拭えぬ過去)                               | 30 ноября 2008 г.  |
| 10 | Light of Heaven «Ten no Hikari» (天の光)                                     | 7 декабря 2008 г.  |
| 11 | 00's Voice «Daburu-ō no Koe» (ダブルオーの声)                                | 14 декабря 2008 г. |
| 12 | Wait for Me in Space «Uchū de Matteru» (宇宙で待ってる)                      | 21 декабря 2008 г. |
| 13 | Assault on Memento Mori «Memento Mori Kōryakusen» (メメントモリ攻略戦)       | 28 декабря 2008 г. |
| 14 | I Can Hear a Song «Uta ga Kikoeru» (歌が聞こえる)                            | 11 января 2009 г.  |
| 15 | Victory Song of the Resistance «Hankō no Gaika» (反抗の凱歌)                 | 18 января 2009 г.  |
| 16 | Prelude to Tragedy «Higeki e no Joshō» (悲劇への序章)                        | 25 января 2009 г.  |
| 17 | Within the Scattering Light «Chiriyuku Hikari no Naka de» (散りゆく光の中で) | 1 февраля 2009 г.  |
| 18 | Entangled Yearnings «Kōsakusuru Omoi» (交錯する想い)                         | 8 февраля 2009 г.  |
| 19 | Shadow of the Innovators «Inobeitā no Kage» (イノベイターの影)               | 15 февраля 2009 г. |
| 20 | Anew Returns «Anyū Ritān» (アニュー·リターン)                                | 22 февраля 2009 г. |
| 21 | The Door of Change «Kakushin no Tobira» (革新の扉)                           | 1 марта 2009 г.    |
| 22 | For the Future «Mirai no Tame ni» (未来のために)                             | 8 марта 2009 г.    |
| 23 | Flower of Life «Inochi no Hana» (命の華)                                     | 15 марта 2009 г.   |
| 24 | Beyond «Biyondo» (BEYOND)                                                    | 22 марта 2009 г.   |
| 25 | Rebirth «Saisei» (再生)                                                      | 29 марта 2009 г.   |

## Музыка
К двум сезонам сериала было выпущено 4 альбома с саундтреками, которые написал известный композитор Кэндзи Каваи.
| Первый сезон | Второй сезон |
| --- | --- |
| Открывающие темы - «DAYBREAK’S BELL»: серии 1-13 Исполняет: L’Arc-en-Ciel - «Ash Like Snow»: серии 14-25 Исполняет: The Brilliant Green Закрывающие темы - "«Wana (罠; Trap)»: серии 1-13 Исполняет: The Back Horn - «Friends»: серии 14-24 Исполняет: Stephanie - «DAYBREAK’S BELL»: серия 25 Исполняет: L’Arc-en-Ciel | Открывающие темы - «Hakanaku mo Towa no Kanashi» Исполняет: UVERworld - «Namida no Mukou» Исполняет: Stereopony Закрывающие темы - «Prototype»: серии 1-13 Исполняет: Исикава Тиаки - «Trust you»: серии 14-24 Исполняет: Юна Ито - «DAYBREAK’S BELL»: серия 25 Исполняет: L’Arc-en-Ciel - «UNLIMITED SKY»: серия 25 Исполняет: Tommy Heavenly6 |

## Персонажи
- Сэцуна Ф Сэйэй  (яп. 刹那・F・セイエイ Сэцуна F Сэйэй, сэйю — Мияно Мамору) — главный герой, мастер Гандама, возраст на начало 1 сезона — 16 лет, на начало 2 сезона — 21 год. В 14 лет был завербован «Celestial Being». Пилотирует Гандам Эксия, позже Гандам 00. Настоящее имя Соран Ибрагим, до «Celestial Being» состоял в террористической организации KPSA, сражался на войне в Курдской республике. Устав от войны, Сецуна хочет её прекращения, поэтому он ищет «искажение» этого мира, которое порождает конфликты. Он курд.

- Локон Стратос (яп. ロックオン・ストラトス Роккуон Суторатосу, Lockon Stratos, сэйю — Мики Синъитиро) — мастер Гандама, возраст на начало 1 сезона — 24 года, убит в конце сезона. Настоящее имя — Нэйл Диланди. Присоединился к «Celestial Being» после убийства его родителей и сестры в результате террористического акта KPSA. Пилотирует Гандам Динамес. Позже, после смерти Нэйла, к «Celestial Being» присоединяется его брат, Лайл Диланди, член организации «Katharon». Пилотирует Гандам Херудим (возможно от «Херувим»). Оба специализируются на снайперской стрельбе.

- Тиерия Эрдэ (яп. ティエリア・アーデ Тиэриа А:дэ, Tieria Erde, сэйю — Камия Хироси) — мастер Гандама, возраст неопределим. Известно, что он один из Инноваторов, созданных Аеолией Шенбергом для сопровождения плана. Пилотирует Гандам Верчью (Добродетель), он же Надлии, позже Гандам Серави (Серафим). Его Гандамы отличаются тяжёлым вооружением, также известно, что в них встроена система «Суда» — он может удалённо отключать солнечные двигатели при помощи Веды. Имеет прямое подключение к Веде.

- Аллелуя Хаптизм (яп. アレルヤ・ハプティズム Арэруя Хапутидзуму, Allelujah Haptism, сэйю — Ёсино Хироюки) — мастер Гандама, возраст на начало 1 сезона — 19 лет, на начало 2 сезона — 24 года. Был частью проекта «Суперсолдат» Реформационной Лиги, кодовое имя «E-57». Страдает раздвоением личности, вторую личность зовут Халлилуйя. Обычно она появляется, когда Аллелуя находится в критических ситуациях. Сбежал вместе со своими собратьями из лаборатории, присоединился к «Celestial Being». Пилотирует Гандам Кириос (греч. Господь), позже Гандам Ариос (греч. Арий). Его Гандамы отличаются возможностью трансформации в истребитель.